# Giancarlo Baghetti

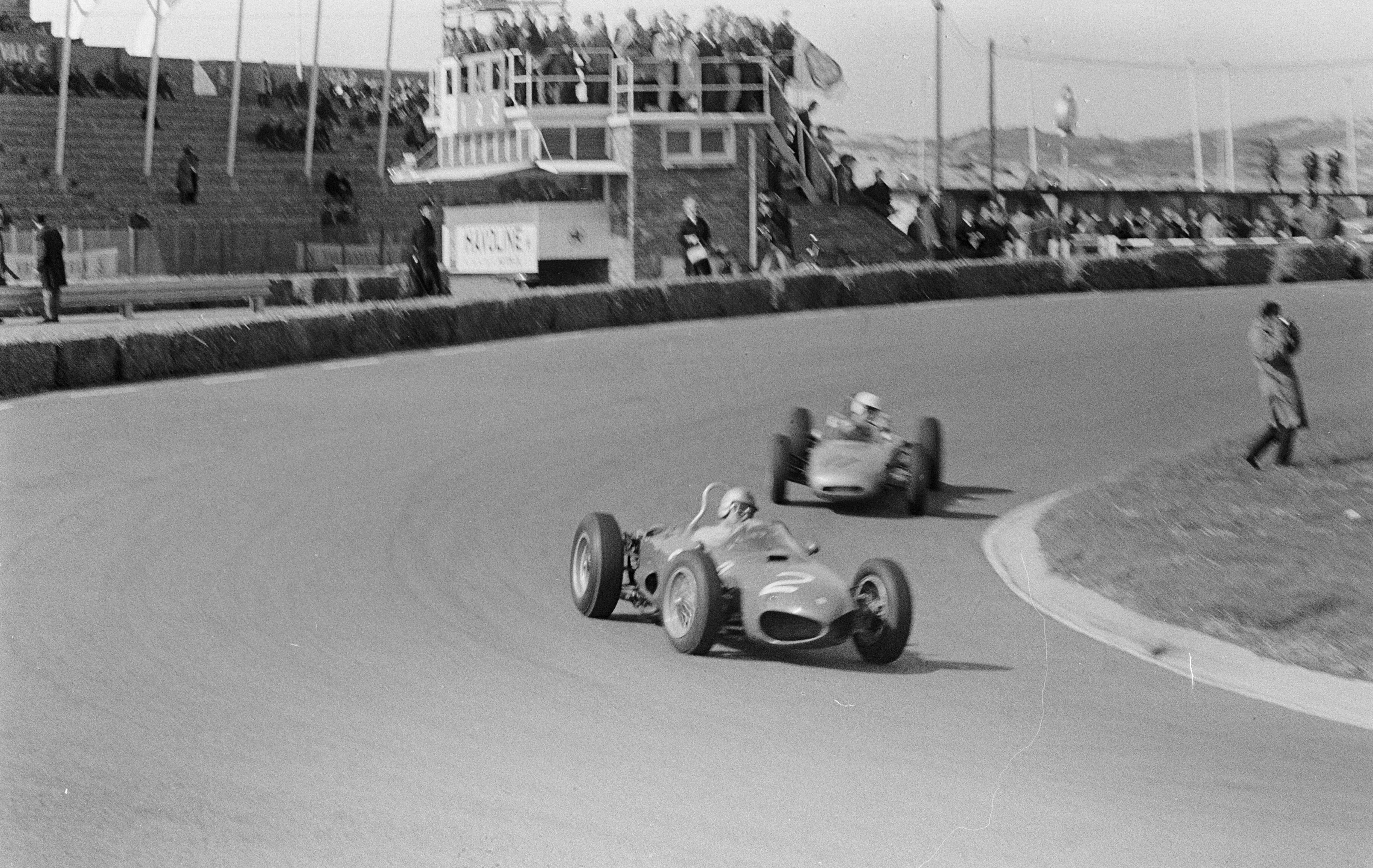
Baghetti under Nederländernas Grand Prix 1962.

Giancarlo Baghetti, född 25 december 1934 i Milano, död 27 november 1995 i Milano, var en italiensk racerförare.

## Racingkarriär
Baghetti tävlade i formel 1 för diverse stall under 1960-talet. Han är mest känd för att ha vunnit sitt debutlopp.

## F1-karriär
| Säsong                | Stall/Tillverkare                     | Placering             | Lopp | Poäng | Etta | Tvåa | Trea | Pole | Varv |
| --------------------- | ------------------------------------- | --------------------- | ---- | ----- | ---- | ---- | ---- | ---- | ---- |
| 1961                  | FISA/Scuderia Sant'Ambroeus (Ferrari) | 9                     | 3    | 9     | 1    |      |      |      | 1    |
| 1962                  | Ferrari                               | 11                    | 4    | 5     |      |      |      |      |      |
| 1963                  | ATS (Ita)                             | -                     | 5    |       |      |      |      |      |      |
| 1964                  | Scuderia Centro Sud (BRM)             | -                     | 6    |       |      |      |      |      |      |
| 1965                  | Brabham-Climax                        | -                     | 1    |       |      |      |      |      |      |
| 1966                  | Reg Parnell Racing (Ferrari)          | -                     | 1    |       |      |      |      |      |      |
| 1967                  | Lotus-Ford                            | -                     | 1    |       |      |      |      |      |      |
| Sammanlagt 7 säsonger | Sammanlagt 7 säsonger                 | Sammanlagt 7 säsonger | 21   | 14    | 1    | 0    | 0    | 0    | 1    |

| 1. Frankrike 1961 | 1. Italien 1961 |